# اریکو ناکامورا
اریکو ناکامورا (انگلیسی: Eriko Nakamura; ۱۹ نوامبر ۱۹۸۱ – ) صداپیشگی در ژاپن، و بازیگر اهل ژاپن بود. وی از سال ۲۰۰۲ میلادی تاکنون مشغول فعالیت بوده‌است.